# Sala Polivalentă din București
Sala Polivalentă din București este o sală multifuncțională din municipiul București, situată în Parcul Tineretului. Este folosită ca bază locală pentru echipele masculine și feminine de baschet, volei și handbal din oraș. Capacitatea sălii este de 5.300 de locuri.
Inaugurată la 10 august 1974, sub titulatura Palatul Sporturilor și Culturii din București, clădirea funcționează actualmente sub denumirea Complexul Sportiv Național „Sala Polivalentă”.

## Concerte
- 1994 Anathema
- 1995 Iron Maiden
- 1998 Deep Purple
- 2000 Yes
- 2004 Scorpions
- 2005 Nightwish
- 2006 Paul van Dyk
- 2006 Concursul Eurovision Junior
- 2007 The Chemical Brothers, Tori Amos, Armin van Buuren, Shakin' Stevens, etc.
- 2008 Jeff Mills, Juanes, RBD, Jean Michel Jarre, Smokie, Róisín Murphy, etc.
- 2009  Sepultura, James Blunt, ZZ Top, Gorillaz, Soulfly, DJ Tiësto, Faith No More, Simple Minds, etc.
- 2010 Jean Michel Jarre, Steve Vai, Air, etc.
- 2011 Armin van Buuren, Morcheeba, etc.
- 2012 Holograf, Vunk, Dub FX, etc.
- 2013 Vunk
- 2014 Deep Purple, Vunk
- 2015 Vunk, Holograf, Iris, Joe Satriani
- 2018 Finala Selecției Naționale Eurovision[4]